# Desmond Armstrong
Desmond Armstrong (Washington D. C., 2 de noviembre de 1964) es un exfutbolista estadounidense que actuaba en la posición de defensor. Jugó profesionalmente desde 1986 hasta 1996. Como miembro de la selección de fútbol de los Estados Unidos, estuvo presente en los Juegos Olímpicos de Seúl 1988 y en la Copa Mundial de Fútbol Italia 1990

## Trayectoria
Aunque de niño practicó baloncesto, durante su adolescencia pasó a jugar al fútbol. 
Asistió a la Universidad de Maryland, donde jugó cuatro temporada con los Terrapins.
Al egresar de la universidad se unió a los Fairfax Spartans, equipo con el que se consagraría campeón de la National Amateur Cup.
Posteriormente pasó a jugar en la Major Indoor Soccer League, una liga de fútbol rápido en la que defendería los colores del Cleveland Force y del Baltimore Blast. En 1989 una severa lesión en una pierna lo dejó inactivo durante varios meses, pero pudo recuperarse y continuar su carrera.
En febrero de 1991, mientras se encontraba en Inglaterra intentando conseguir un contrato con un club local, recibió una oferta del equipo brasileño Santos Futebol Clube. Pese a que solamente disputó un partido allí, registró el récord de ser el primer estadounidense en jugar en el Brasileirao. Tras esa experiencia, regresó a su país para incorporarse al Maryland Bays de la APSL. 
En 1995 volvió al fútbol rápido tras unirse a los Washington Warthogs de la Continental Indoor Soccer League.
Armstrong tenía un contrato para jugar en alguna franquicia de la MLS durante su temporada inaugural de 1996, sin embargo lo rescindió poco antes de que comenzara el campeonato para así poder unirse a los Charlotte Eagles de la USISL.

### Clubes
| Club                | País           | Año         |
| ------------------- | -------------- | ----------- |
| Fairfax Spartans    | Estados Unidos | 1986        |
| Cleveland Force     | Estados Unidos | 1986–1988   |
| Baltimore Blast     | Estados Unidos | 1988 - 1989 |
| Santos              | Brasil         | 1991        |
| Maryland Bays       | Estados Unidos | 1991        |
| Washington Warthogs | Estados Unidos | 1995        |
| Charlotte Eagles    | Estados Unidos | 1996        |

## Selección nacional
Jugó con la selección de Estados Unidos un total de 81 partidos.
El torneo más importante que disputó fue la Copa Mundial de Fútbol de 1990, donde, junto a Jimmy Banks, se convirtió en el primer jugador de raza negra en jugar el torneo de fútbol más importante del mundo para un representativo de su país.
Asimismo Armstrong también disputó el torneo de fútbol masculino de los Juegos Olímpicos de Seúl 1988, la Copa de Oro de la CONCACAF de 1991 y 1993, y la Copa América 1993. 

### Participaciones en Copas del Mundo
| Mundial                        | Sede   | Resultado    |
| ------------------------------ | ------ | ------------ |
| Copa Mundial de Fútbol de 1990 | Italia | Primera fase |